# بکلوند (دهانه)
بکلوند یک دهانه برخوردی در ماه است.

## دهانه‌های اقماری
این دهانه ۶ دهانه اقماری دارد.
| Backlund | عرض جغرافیایی | طول جغرافیایی | قطر          |
| -------- | ------------- | ------------- | ------------ |
| E        | ۱۵٫۵° S       | ۱۰۵٫۳° E      | ۱۵٫۰ کیلومتر |
| L        | ۱۸٫۲° S       | ۱۰۳٫۵° E      | ۵۶٫۰ کیلومتر |
| N        | ۱۷٫۸° S       | ۱۰۲٫۸° E      | ۱۸٫۰ کیلومتر |
| P        | ۱۸٫۹° S       | ۱۰۲٫۰° E      | ۲۷٫۰ کیلومتر |
| S        | ۱۶٫۸° S       | ۱۰۰٫۶° E      | ۲۱٫۰ کیلومتر |
| R        | ۱۶٫۸° S       | ۱۰۱٫۵° E      | ۲۳٫۰ کیلومتر |